# Крестовская волость (Трубчевский уезд)
Кресто́вская волость — административно-территориальная единица в составе Трубчевского уезда Орловской (с 1920 – Брянской) губернии, существовавшая в 1918—1922 годах.
Центр — посёлок Кресты (при станции Выгоничи), позднее село Красное.

## История
Волость была образована в период с июня 1917 по август 1918 года (точная дата неизвестна) путём выделения из Красносельской волости.
15 сентября 1919 года волость была вновь воссоединена с Красносельской волостью, при этом объединённая волость носила название Крестовской, хотя её центром являлось село Красное.
22 апреля 1922 года Крестовская волость была упразднена, а её территория передана в Бежицкий уезд и включена в состав новообразованной Выгоничской волости.
Ныне вся территория бывшей Крестовской волости входит в Выгоничский район Брянской области.

## Административное деление
В 1920 году Крестовская волость включала в себя следующие сельсоветы: Бородинский, Бурачовский, Залядковский, Козловский, Кожановский, Красновский, Крутицкий, Ореховский, Пильшинский, Рыновский, Хмелевский, Чертовичский.